# Nedansiljans domsagas valkrets
Nedansiljans domsagas valkrets var vid riksdagsvalen 1866–1884 till andra kammaren en egen valkrets med ett mandat. I valen 1866–1872 var valkretsens namn Leksands, Åls och Bjursås, Rättviks och Ore samt Gagnefs tingslags valkrets. Valkretsen, som ungefär motsvarade dagens Leksands, Rättviks och Gagnefs kommuner, avskaffades vid extravalet 1887 och delades då i Leksands, Åls och Bjursås tingslags valkrets och Gagnefs samt Rättviks och Ore tingslags valkrets.

## Riksdagsman
- Liss Olof Larsson, lmp (1867–1887)